# رشد سبز

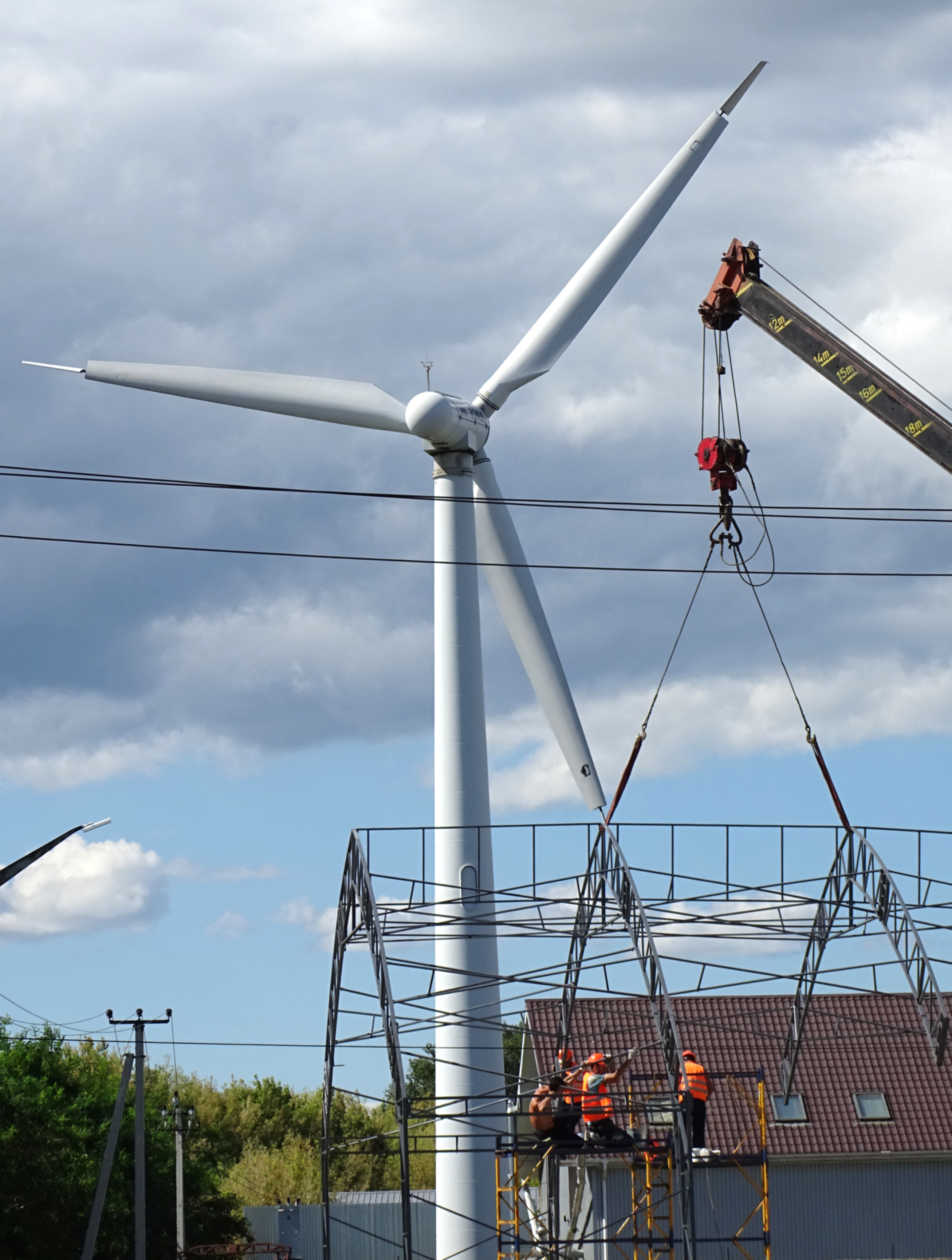
با گسترش یک درصدی توسعه خدمات فین‌تک، رشد سبز به میزان 0/44 درصد بهبود می‌یابد. نوآوری فین‌تک ضمن کاهش هزینه‌ها و بهبود کیفیت خدمات مالی، از طریق اعتبار سبز و سرمایه‌گذاری سبز موجب بهبود رشد اقتصادی سبز ‌می‌گردد.

رشد سبز (انگلیسی: Green growth)، اصطلاحی برای توصیف مسیری از رشد اقتصادی است که با استفاده از منابع موجود در طبیعت به صورت بنیادی و پایدار ایجاد می‌گردد. این موضوع در سطح جهان، برای ارائه مفهومی جایگزین رشد اقتصادی معمول صنعتی، مورد استفاده قرار می‌گیرد و مسیر و مقصد حرکت آینده آن به اقتصاد سبز منجر می‌گردد.
== رشد سبز به عنوان یک استراتژی سیاسی == چیست 
اصطلاح رشد سبز برای توصیف استراتژی‌های ملی یا بین‌المللی شناخته شده‌است، برای مثال به عنوان بخشی از بهبود رکود ناشی از ویروس کرونا از آن استفاده می‌شود.

## استخدام
گزارش رشد داخلی، نشان می‌دهد که چشم‌انداز یک اقتصاد مدور برای اروپایی با اقتصاد رقابتی، پیش‌بینی می‌کند که فرصت‌های زیادی برای بازیافت، تولید محصولات با دوام بیشتر و ارائه خدمات حفظ و نگهداری از جانب شرکت‌های تولیدکننده وجود دارد.
به گفته سازمان بین‌المللی کار، اگر سیاست‌های زیست‌محیطی صحیحی اعمال شود، تغییر به سمت اقتصاد سبزتر می‌تواند تا سال ۲۰۳۰ در سراسر جهان، ۲۴ میلیون شغل جدید تولید کند. همچنین، اگر انتقال به اقتصاد سبز اتفاق نیفتد، ۷۲ میلیون شغل تمام‌وقت، ممکن است تا سال ۲۰۳۰ به دلیل تنش‌های حرارتی از بین برود، چون افزایش دمای زمین، منجر به کاهش ساعات کار موجود، به‌ویژه در کار کشاورزی خواهد شد.
بر اساس گزارش اتحادیه سبز در سال ۲۰۲۰، طرح‌های ایجاد اشتغال با بهترین ارزش پولی در انگلیس عبارتند از: مقاوم‌سازی ساختمان‌ها و ایجاد خطوط دوچرخه. پس از آن، کشتی‌های الکتریکی، کارخانه‌های تولید باتری و جنگل‌کاری، چون این مشاغل اشتغال بیشتری نسبت به طرح‌های راه‌سازی ایجاد می‌کنند. آنها همچنین می‌گویند که سرمایه‌گذاری جدید در بازیابی طبیعت، می‌تواند به سرعت ۱۰۰۰۰ شغل جدید تولید کند.

## واحد اندازه‌گیری
یکی از معیارهایی که برای اندازه‌گیری جهت استفاده از منابع اقتصادی داخلی مورد استفاده قرار می‌گیرد، واحد اندازه‌گیری دی ام سی، می‌باشد، به عنوان مثال، اتحادیه اروپا جهت بهره‌برداری از منابع خود از این واحد برای اندازه‌گیری استفاده می‌کند. بر اساس این معیار، ادعا شده‌است که برخی از کشورهای توسعه‌یافته به‌طور نسبی یا مطلق به رشد اقتصادی دست یافته‌اند.

## تلاشهای سازمانی برای رشد سبز
- آژانس بین‌المللی انرژی: این آژانس در سال ۲۰۲۰ استراتژی «معامله جدید انرژی پاک» را منتشر کرد که به شدت توسط مدیر اجرایی، فاتیح بیرول تبلیغ می‌شود.[۱۲]
- صندوق بین‌المللی پول: در سال ۲۰۲۰ کریستالینا جورجیوا، رئیس صندوق بین‌المللی پول، از دولتها خواست تا وام‌های اضطراری را در بخش‌های سبز سرمایه‌گذاری کنند و سوبسیدهای لازم برای سوختهای فسیلی و کربن مالیات را در نظر بگیرند.[۱۳]
- کمیسیون اقتصادی واجتماعی سازمان ملل متحد برای آسیا واقیانوسیه: در سال ۲۱۲، کمیسیون اقتصادی و اجتماعی سازمان ملل برای آسیا و اقیانوسیه نقشه راه رشد سبز کم کربن را برای آسیا و اقیانوسیه منتشر کرد تا فرصت‌هایی را که مسیر رشد سبز کم کربن به منطقه ارائه می‌دهد، بررسی کند. نقشه راه، پنج مسیر را بیان می‌کند که برای ایجاد تغییر در سیستم اقتصادی لازم برای پیگیری رشد سبز کم کربن به عنوان یک مسیر جدید توسعه اقتصادی لازم است.[۱۴]
- سازمان همکاری و توسعه اقتصادی: در سال ۲۰۱۱ سازمان همکاری و توسعه اقتصادی استراتژی رشد اقتصادی را منتشر کرد.
- برنامه محیط زیست سازمان ملل متحد: در سال ۲۰۰۸ برنامه محیط زیست سازمان ملل طرح اقتصاد سبز را رهبری کرد.
- بانک جهانی: در سال ۲۰۱۲، بانک جهانی گزارش خود را با عنوان «رشد سبز فراگیر در مسیر توسعه پایدار» منتشر کرد.
- اتاق بازرگانی بین‌المللی: در سال ۲۰۱۰ گروه ویژه تجارت جهانی به‌طور منحصر به‌فرد اقتصاد سبز را راه اندازی کرد که در نتیجه آن نقشه مسیر اقتصاد سبز، راهنمای تجارت، سیاست‌گذاران و جامعه، منتشر گردید.[۱۵][۱۶]

## سازمانهایی که به رشد سبز اختصاص دارند
- مؤسسه رشد سبز جهانی: این مؤسسه اولین بار به عنوان اتاق فکر در سال ۲۰۱۰ توسط رئیس‌جمهور کره، لی میونگ باک[۱۷] تأسیس شد و بعداً در سال ۲۰۱۲ در اجلاس ریو +۲۰ (کنفرانس سازمان ملل متحد در توسعه پایدار) به یک سازمان بین‌المللی مبتنی بر یک معاهده تبدیل گردید.[۱۸]
- پلت فرم دانش رشد سبز: در ژانویه ۲۰۱۲، «مؤسسه جهانی رشد سبز»، «سازمان همکاری توسعه اقتصادی»، «برنامه محیط زیست سازمان ملل» و بانک جهانی یک تفاهم نامه برای راه‌اندازی رسمی «کنفرانس سالانه پلت‌فرم دانش رشد سبز» امضا کردند.[۱۹] مأموریت این کنفرانس سالانه، گسترش تلاش‌ها برای شناسایی و رفع کمبودهای عمده این دانش در تئوری و عملکرد رشد سبز و کمک به کشورها برای طراحی و اجرای سیاست‌های حرکت به سمت اقتصاد سبز است.[۲۰]

## تلاش‌های ملی برای رشد سبز
- چین: حداقل از سال ۲۰۰۶ میلادی با برنامه ۵ ساله یازدهم خود، متعهد به دستیابی به اقتصاد سبز می‌باشد.[۲۱][۲۲] رشد تولید گازهای گلخانه‌ای در سال‌های اخیر به شدت کاهش یافته و تحت تأثیر مقررات شدیدتر زیست‌محیطی و سرمایه‌گذاری‌های گسترده، از جمله در انرژی‌های تجدیدپذیر و زیرساخت‌های وسایل نقلیه الکتریکی قرار گرفته‌اند. سیستم تجارت آلاینده‌های ملی چین (ای تی اس) که در سال ۲۰۲۰ در بخش برق ارائه شد، می‌تواند به تولید انرژی سالم‌تر کمک کند. برای مؤثر بودن قیمت‌ها، تولیدکنندگان برق باید به رقابت بپردازند و به تولیدکنندگان سالم‌تر و کارآمد اجازه تجارت آزاد و گسترش سهم بازار آن‌ها داده شود. چین همچنین از طریق ائتلاف بین‌المللی ابتکار کمربند و جاده در اجرای فناوری‌های زیست‌محیطی در سراسر آسیا تأثیر گذار است.
- اتحادیه اروپا: در سال ۲۰۱۰، اتحادیه اروپا استراتژی ۲۰۲۰ اروپا را برای «رشد هوشمند، پایدار و فراگیر» برای دوره ۱۰ساله ۲۰۲۰–۲۰۱۰ تصویب کرد.[۲۳] در سال ۲۰۱۹، معامله سبز اروپا با هدف پایدار نگه داشتن «استراتژی رشد جدید اروپا» راه‌اندازی گردید.[۲۴]
- کره جنوبی: رشد سبز در سال ۲۰۲۰ در شورای ملی مورد بحث و بررسی قرار گرفته‌است.[۲۵]
- انگلستان: کمیته تغییرات آب و هوا به شدت در سال ۲۰۲۰ از رشد سبز حمایت نمود.[۲۶]
- ایالات متحده: باراک اوباما، رئیس‌جمهور، چندین گام به پیش در جهت رشد سبز برداشت. وی معتقد است که با سرمایه‌گذاری در آینده، تولید انرژی نه تنها وابستگی به منابع انرژی خارجی را کاهش می‌دهد، بلکه باعث ایجاد شغل و «اقتصاد انرژی پاک» می‌گردد. اوباما با هدف نصب ۱۰ گیگاوات پروژه تجدیدپذیر تا سال ۲۰۲۰، تولید دو برابر انرژی باد و انرژی خورشیدی تا سال ۲۰۲۵ و همچنین ایجاد چنین سیاست‌هایی که به شکل‌گیری اقتصاد سبز کشور کمک می‌کند را هدف خود قرار داده بود. گزارش سال ۲۰۱۴، مرکز پیشرفت آمریکایی، میزان سرمایه‌گذاری لازم برای دستیابی به رشد سبز در ایالات متحده را تعیین کرده‌است، این سرمایه‌گذاری سطح کاهش انتشار را که توسط هیئت بین دولتی تغییر اقلیم (آی پی سی سی) گفته شده، برآورده می‌کند.[۲۷]